# Continente
Pour l’article homonyme, voir Continent (hypermarché).
Continente est une enseigne portugaise d'hypermarchés appartenant à Sonae Distribuição. 
Elle appartenait au groupe Carrefour jusqu'en 2007, date où elle fut vendue au groupe Sonae. Aujourd'hui, Continente dispose de 270 magasins pour un chiffre d'affaires de 2,9 milliards d'euros au Portugal.

## Histoire
En juin 1998, Continente introduit au Portugal un nouveau concept d'hypermarché pour moderniser l'expérience de ses clients en magasin.
À la fin des années 1990, Continente se développe en Espagne mais peine à en dégager de sérieux profits. En 1999, à la suite de la fusion de Carrefour et Promodès, Continente et Pryca fusionnent en Espagne,. Continente compte alors 56 magasins Sur l'exercice 1999, Continente enregistre un chiffre d'affaires de 4,05 milliards d'euros, en progression de 7% par rapport à 1998.
Tous ses magasins passent ensuite sous l'enseigne Carrefour, mais certains ont des dimensions trop réduites pour convenir aux modèles d'exploitation de Carrefour.